# NGC 3625
NGC 3625 је спирална галаксија у сазвежђу Велики медвед која се налази на NGC листи објеката дубоког неба.
Деклинација објекта је + 57° 46' 52" а ректасцензија 11h 20m 31,2s. Привидна величина (магнитуда) објекта NGC 3625 износи 13,1 а фотографска магнитуда 13,9. NGC 3625 је још познат и под ознакама UGC 6348, MCG 10-16-120, CGCG 291-57, PGC 34718.